# Barbara Miklič Türk
Barbara Miklič Türk, slovenska prva dama, * 1948, Ljubljana, Slovenija.
Je nekdanja prva dama Republike Slovenije.

## Življenjepis
Rodila se je materi mikrobiologinji in očetu inženirju rudarstva ter geofizike. V času druge svetovne vojne so materino družino izgnali v taborišče Gonars, oče pa je bil v partizanih. Kasneje je družina zaradi očetove službe živela v Sudanu, kjer je Barbara obiskovala angleško nunsko šolo. Po vrnitvi v Slovenijo je dokončala klasično gimnazijo in na Filozofski fakulteti študirala angleški in ruski jezik s književnostjo.
Od leta 1975 naprej je pri Društvu za Združene narode za Slovenijo skrbela za knjižnico in čitalnico, kjer je tudi spoznala Danila Türka. Po letu dni sta se poročila, nekaj let zatem pa se jima je rodila hči Helena.
Svojega soproga je spremljala v Ženevo in pomagala pri iskanju in prevajanju literature s področja človekovih pravic. Od leta 1992 do 2005, ko je Danilo Türk služboval kot stalni predstavnik RS in kasneje kot pomočnik generalnega sekretarja OZN, sta živela diplomatsko življenje v New Yorku. Barbara je prispevala h graditvi diplomatske infrastrukture ter sodelovala pri dobrodelnih dejavnostih na področju izobraževanja, zdravstva, sociale in kulture kot podpredsednica in kasneje predsednica UNDWC ter članica WID, Colony Cluba in Cosmopolitan Cluba.